# Penstemon violaceus
Penstemon violaceus là một loài thực vật có hoa trong họ Mã đề. Loài này được (Brandegee) A. Nelson mô tả khoa học đầu tiên năm 1904.